# Повратак Бетмена
Повратак Бетмена (енгл. Batman Returns) је амерички филм из 1992. године, наставак филма „Бетмен“ Тима Бертона. Као и сви остали филмови о Бетмену, и ово је био велики комерцијални хит. Критичари су Бертону замерили што је овај део још мрачнији од претходног. Повратак Бетмена је био номинован за Оскар за најбољу шминку и најбоље визуелне ефекте.

## Радња
Давно изгубљени, деформисани Пингвин појављује се у новом светлу, и уз помоћ корумпираног бизнисмена Макса Шрека, кандидује се за градоначелника. Бетмен покушава да разоткрије њихове прљаве планове, док они покушавају да прикажу Бетмена у другачијем светлу.
Читава ствар зачињена је појавом Жене мачке, мистериозне особе која има исти проблем као и Бетмен – подвојену личност. И како ће се све завршити за Брус Вејна и Селину Kајл, открићете у овом више него успешном наставку саге о тамном витезу, заштитнику Готама.

## Улоге
| Глумац          | Улога                    |
| --------------- | ------------------------ |
| Мајкл Китон     | Брус Вејн / Бетмен       |
| Мишел Фајфер    | Селина Кајл / Жена-мачка |
| Дани Девито     | Освалд Коблпот / Пингвин |
| Кристофер Вокен | Макс Шрек                |
| Мајкл Гоф       | Алфред Пениворт          |
| Пет Хингл       | Џејмс Гордон             |
| Мајкл Марфи     | градоначелник            |